# Danh sách hệ quản trị cơ sở dữ liệu quan hệ

## Hiện tại
- Alphora Dataphor (a virtual, federated DBMS and RAD IDE).
- Rel

MS SQL Server
Ocracle

## Không còn dùng nữa
- IBM Business System 12
- IBM PRTV (ISBL)
- Multics Relational Data Store